# Obfelden
Obfelden est une commune suisse du canton de Zurich, située dans le district d'Affoltern.

Photo aérienne (1947).